# Giovanni Martinelli (politico 1919)
Giovanni Martinelli (1919 – 19 giugno 1980) è stato un politico italiano.

## Biografia
Nato nel 1919, laureato in medicina, svolse la professione di medico. Esponente della Democrazia Cristiana, venne eletto consigliere comunale a Lucca nel 1956, ricoprendo l'incarico per quattro legislature (1956-1960; 1960-1964; 1964-1970; 1970-1975).
Il 17 gennaio 1965 fu eletto sindaco di Lucca. Riconfermato il 27 agosto 1970, restò in carica fino alle dimissioni avvenute il 18 dicembre 1972, quando venne sostituito da Mauro Favilla.
Il 24 settembre 1966 il sindaco Martinelli, alla presenza del presidente del consiglio Aldo Moro, inaugurò la seconda edizione del Salone Internazionale dei Comics; la stessa amministrazione comunale da lui guidata fu sostenitrice dell'evento anche negli anni seguenti, contribuendo alla nascita e all'evoluzione di quello che sarebbe poi diventato il Lucca Comics & Games, la più grande fiera di fumetti d'Europa. Nel 2005 la manifestazione istituì, in collaborazione con Edizioni BD, il "Premio Giovanni Martinelli" alla memoria di Martinelli, deceduto nel 1980, che premia ogni anno i nuovi progetti di storie a fumetti di giovani esordienti.